# Čertovy stopy
Čertovy stopy jsou skalním výchozem u modře značené turistické trasy v údolí říčky Bečvárky mezi vesnicemi Přebozy a Žabonosy. Na skalním výchozu se nacházejí malé prohlubně. Dle místní pověsti se jedná o stopy čerta, který po skále proběhl a zanechal tak zde své otisky. Pod skalním výchozem je umístěna dřevěná socha čerta.